# Geometroidea
Los geometroideos  (Geometroidea) son una superfamilia de  lepidópteros ditrisios que incluye las familias Geometridae, Uraniidae,  Sematuridae, Epicopeiidae y Pseudobistonidae en las taxonomías más recientes. Otros taxónomos colocan algunas familias en otra forma.